# Мехмед Рушди паша
Мютерджим Мехмед Рушди паша е османски политик. Общо пет пъти е велик везир на Османската империя.
Наименован «Мютерджим» («преводач» с етим. от драгоман). По народност е кумик.